# Resolutie 1692 Veiligheidsraad Verenigde Naties
Resolutie 1692 van de Veiligheidsraad van de Verenigde Naties werd unaniem door de Veiligheidsraad van de Verenigde Naties aangenomen op 30 juni 2006 en verlengde de VN-operatie in Burundi met een half jaar.

## Achtergrond
Na Burundi's onafhankelijkheid van België in 1962 werd het land een monarchie. In 1966 werd de koning in een staatsgreep vervangen door een president. Toen de voormalige koning in 1972 vermoord werd brak een burgeroorlog uit tussen Tutsi's en Hutu's in het land. Daarna losten de dictators elkaar met opeenvolgende staatsgrepen af. Begin 1994 kwam de president samen met zijn Rwandese collega om het leven toen hun vliegtuig werd neergeschoten. Daarop brak in beide landen een burgeroorlog uit tussen Hutu's en Tutsi's waarbij honderdduizenden omkwamen. In 2000 werd een overgangsregering opgericht en pas in 2003 kwam die een staakt-het-vuren overeengekomen met de rebellen. In juni 2004 kwam een VN-vredesmacht die tot 2006 bleef. Hierna volgden echter wederom vijandelijkheden tot in augustus 2008 opnieuw een staakt-het-vuren werd getekend.

## Inhoud

### Waarnemingen
De Burundezen werden opnieuw gefeliciteerd met de succesvol verlopen overgangsperiode en de overdracht van de autoriteit op een democratisch verkozen regering. Ook werden de onderhandelingen met de FNL-rebellen verwelkomd en werd uitgekeken naar een staakt-het-vuren. Ondanks de verbeterde veiligheid waren er nog steeds destabiliserende factoren in Burundi en het Grote Merengebied.

### Handelingen
De Veiligheidsraad verlengde het mandaat van de ONUB-operatie in Burundi tot 31 december. Ook de met resolutie 1669 aan de secretaris-generaal verleende autorisatie om één infanteriebataljon, een militair ziekenhuis en 50 militaire waarnemers van ONUB in te zetten bij de MONUC-vredesmacht in Congo werd tot 30 september verlengd. De secretaris-generaal was, ten slotte, van plan na afloop van ONUB's mandaat een geïntegreerd VN-kantoor op te zetten in Burundi.

## Verwante resoluties
- Resolutie 1650 Veiligheidsraad Verenigde Naties (2005)
- Resolutie 1653 Veiligheidsraad Verenigde Naties
- Resolutie 1719 Veiligheidsraad Verenigde Naties
- Resolutie 1791 Veiligheidsraad Verenigde Naties (2007)

Lijst ·  1652 ·  1653 ·  1654 ·  1655 ·  1656 ·  1657 ·  1658 ·  1659 ·  1660 ·  1661 ·  1662 ·  1663 ·  1664 ·  1665 ·  1666 ·  1667 ·  1668 ·  1669 ·  1670 ·  1671 ·  1672 ·  1673 ·  1674 ·  1675 ·  1676 ·  1677 ·  1678 ·  1679 ·  1680 ·  1681 ·  1682 ·  1683 ·  1684 ·  1685 ·  1686 ·  1687 ·  1688 ·  1689 ·  1690 ·  1691 ·  1692 ·  1693 ·  1694 ·  1695 ·  1696 ·  1697 ·  1698 ·  1699 ·  1700 ·  1701 ·  1702 ·  1703 ·  1704 ·  1705 ·  1706 ·  1707 ·  1708 ·  1709 ·  1710 ·  1711 ·  1712 ·  1713 ·  1714 ·  1715 ·  1716 ·  1717 ·  1718 ·  1719 ·  1720 ·  1721 ·  1722 ·  1723 ·  1724 ·  1725 ·  1726 ·  1727 ·  1728 ·  1729 ·  1730 ·  1731 ·  1732 ·  1733 ·  1734 ·  1735 ·  1736 ·  1737 ·  1738